# Macrokentriodon
Macrokentriodon — вимерлий рід дельфіновидих ссавців. Залишки були знайдені в пізньому міоцені (серраваллі) у формації Choptank Сполучених Штатів.
Macrokentriodon схожий на Hadrodelphis своїм більшим розміром і великим діаметром зуба. Попри те, що його традиційно відносять до Kentriodontidae, нещодавні кладистські аналізи виявили його разом з Hadrodelphis в кладі з Kampholophos як сестрою верхівки Delphinida і більше, ніж Kentriodon і Rudicetus.